# Salongshängning
Salongshängning är en sammansättning av två ord: salon (franska, "stort rum") och hängning (från tavelhängning).

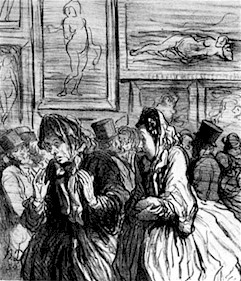
Satir över borgarklassens upprördhet vid åsynen av salongens venusframställningar, Honoré Daumier 1864

Salongshänging syftar på en utställningsstil som var vanlig fram till slutet av den viktorianska eran. Principen för stilen är att objekten placeras i ett tätt kluster på utställningsytan, ofta från golv till tak. Sammantaget skapar de enskilda delarna ett oregelbundet mönster mot utställningsytan. Tanken bakom stilen är att försöka visa så många objekt som möjligt på en begränsad yta.
Idag används ofta stilen för att ge en historisk resonans eller som ett stilistiskt grepp.